# Vòng loại Giải vô địch bóng đá Đông Nam Á 2014
Vòng loại Giải vô địch bóng đá Đông Nam Á 2014 đã được tổ chức tại thủ đô Viêng Chăn, Lào từ ngày 12 đến ngày 20 tháng 10 năm 2014 với sự tham dự của 5 đội có thứ hạng thấp nhất tại khu vực Đông Nam Á. Các trận đấu được thi đấu theo thể thức vòng tròn một lượt tính điểm, lấy hai đội nhất và nhì bảng vòng loại tham dự vòng chung kết.
Vào tháng 8 năm 2013, Liên đoàn bóng đá Úc trở thành một thành viên đầy đủ của Liên đoàn bóng đá Đông Nam Á, do đó làm cho họ đủ điều kiện để tham dự Giải vô địch bóng đá Đông Nam Á. Tuy nhiên, họ đã không tham dự.

## Địa điểm
| Viêng Chăn                    | Viêng Chăn                 |
| ----------------------------- | -------------------------- |
| Sân vận động Quốc gia Lào mới | Sân vận động Chao Anouvong |
| Sức chứa: 25.000              | Sức chứa: 15.000           |
|                               |                            |
| Viêng Chăn                    |                            |

## Đội tuyển tham dự
- Đông Timor
- Brunei
- Lào (Chủ nhà vòng loại)
- Campuchia
- Myanmar

## Lịch thi đấu
| Màu sắc được sử dụng trong bảng | Màu sắc được sử dụng trong bảng                                                 |
| ------------------------------- | ------------------------------------------------------------------------------- |
|                                 | Các đội nhất và nhì bảng vòng loại được giành quyền vào Giải đấu vòng chung kết |

Giờ thi đấu tính theo giờ địa phương (UTC+7)
| Đội        | Tr | T | H | B | BT | BB | HS | Đ  |
| ---------- | -- | - | - | - | -- | -- | -- | -- |
| Myanmar    | 4  | 3 | 1 | 0 | 6  | 2  | +4 | 10 |
| Lào        | 4  | 3 | 0 | 1 | 10 | 6  | +4 | 9  |
| Campuchia  | 4  | 2 | 0 | 2 | 6  | 6  | 0  | 6  |
| Đông Timor | 4  | 1 | 1 | 2 | 6  | 7  | −1 | 4  |
| Brunei     | 4  | 0 | 0 | 4 | 5  | 12 | −7 | 0  |

| Đông Timor                        | 4–2      | Brunei                   |
| --------------------------------- | -------- | ------------------------ |
| Murilo 6', 70', 80' · Patrick 88' | Chi tiết | Adi 35' · Fakharazzi 41' |

| Lào                                | 3–2      | Campuchia                     |
| ---------------------------------- | -------- | ----------------------------- |
| Sihavong 54' · Sayavutthi 70', 81' | Chi tiết | Laboravy 73' · Chanrasmey 75' |

| Brunei                         | 2–4      | Lào                                         |
| ------------------------------ | -------- | ------------------------------------------- |
| Fakharazzi 32' · Shahrazen 88' | Chi tiết | Vongchiengkham 3', 6', 68' · Sayavutthi 49' |

| Myanmar | 0–0      | Đông Timor |
| ------- | -------- | ---------- |
|         | Chi tiết |            |

| Đông Timor                 | 2–3      | Campuchia                |
| -------------------------- | -------- | ------------------------ |
| Anggisu 25' · Bertoldo 51' | Chi tiết | Chanrasmey 64', 78', 82' |

| Brunei  | 1–3      | Myanmar                                        |
| ------- | -------- | ---------------------------------------------- |
| Adi 78' | Chi tiết | Min Min Thu 48' · Kyaw Ko Ko 53' · Kyi Lin 82' |

| Campuchia | 0–1      | Myanmar                |
| --------- | -------- | ---------------------- |
|           | Chi tiết | Kyaw Ko Ko 42' (ph.đ.) |

| Lào                                 | 2–0      | Đông Timor |
| ----------------------------------- | -------- | ---------- |
| Khochalern 32' · Vongchiengkham 64' | Chi tiết |            |

| Myanmar                                          | 2–1      | Lào                      |
| ------------------------------------------------ | -------- | ------------------------ |
| Nanda Lin Kyaw Chit 43' · Kyaw Ko Ko 80' (ph.đ.) | Chi tiết | Souksavanh 90+4' (ph.đ.) |

| Campuchia   | 1–0      | Brunei |
| ----------- | -------- | ------ |
| Chhoeun 56' | Chi tiết |        |

## Cầu thủ ghi bàn
4 bàn
- Sok Chanrasmey
- Soukaphone Vongchiengkham

3 bàn
- Khampheng Sayavutthi
- Kyaw Ko Ko
- Murilo de Almeida

2 bàn
- Adi Said
- Ak. Fakharazzi Hassan

1 bàn
- Mohd Shahrazen Said
- Chhin Chhoeun
- Khoun Laboravy
- Phoutthasay Khochalern
- Khonesavanh Sihavong
- Ketsada Souksavanh
- Kyi Lin
- Min Min Thu
- Nanda Lin Kyaw Chit
- Anggisu Barbosa
- Filipe Bertoldo
- Patrick Fabiano